# Hyposada tritonia
Hyposada tritonia är en fjärilsart som beskrevs av George Francis Hampson 1897. Hyposada tritonia ingår i släktet Hyposada och familjen nattflyn. Inga underarter finns listade i Catalogue of Life.